# José Victorino Lastarria
José Victorino Lastarria Santander (Rancagua, 22 de marzo de 1817-Santiago, 14 de junio de 1888) fue un abogado, escritor, catedrático, intelectual, diplomático, político, y literario chileno. Fue diputado en siete periodos, entre 1843 y 1870, y senador en dos periodos consecutivos, entre 1876 y 1885. Sirvió además, como ministro de Hacienda y de Interior bajo las presidencias de José Joaquín Pérez y Aníbal Pinto.
Se desempeñó además, como embajador de Chile en Perú y Brasil, ministro de la Corte de Apelaciones de Santiago y de la Corte Suprema y, decano de la Facultad de Filosofía de la Universidad de Chile, habiendo ejercido en los tres poderes del Estado.

## Biografía
Hijo de Francisco Lastarria y Cortés, comerciante y minero poco afortunado en sus empresas, y de Carmen Santander Bozo. 
Estudió en su ciudad natal y luego se trasladó a Santiago, becado por el gobierno de Francisco Antonio Pinto para ingresar al Liceo de Chile, entonces regentado por José Joaquín de Mora. Mientras estuvo allí ocurrió la revolución conservadora de 1829, la cual triunfa en Lircay. Mora fue expulsado del país, hecho que motivó a Lastarria a tomar el camino revolucionario para derrocar a la dictadura que se estaba instalando.
Se casó el 8 de junio de 1839 con Jesús Julia Villarreal, con quien tuvo 12 hijos. Entre sus hijos se pueden destacar a Victorino Aurelio Marcial Demetrio y Maria Luisa (1860-1930), reconocida pintora.

## Estudios
Fue discípulo de Andrés Bello en 1834. Luego de egresar del Instituto Nacional, estudió variadas carreras, lo que le valió recibir los títulos de Geografía y abogado otorgados por la Universidad de San Felipe y el Instituto de Leyes y Sagrados Cánones en 1839.
En 1842, junto a un grupo de alumnos del Instituto Nacional, conforma la Sociedad Literaria de 1842, establecido como ente para la difusión de ideas liberales, en ese entonces prohibidas por el gobierno de Manuel Bulnes. Luego, en 1843 conformaría el plantel de profesores fundadores de la Universidad de Chile.

## Carrera política

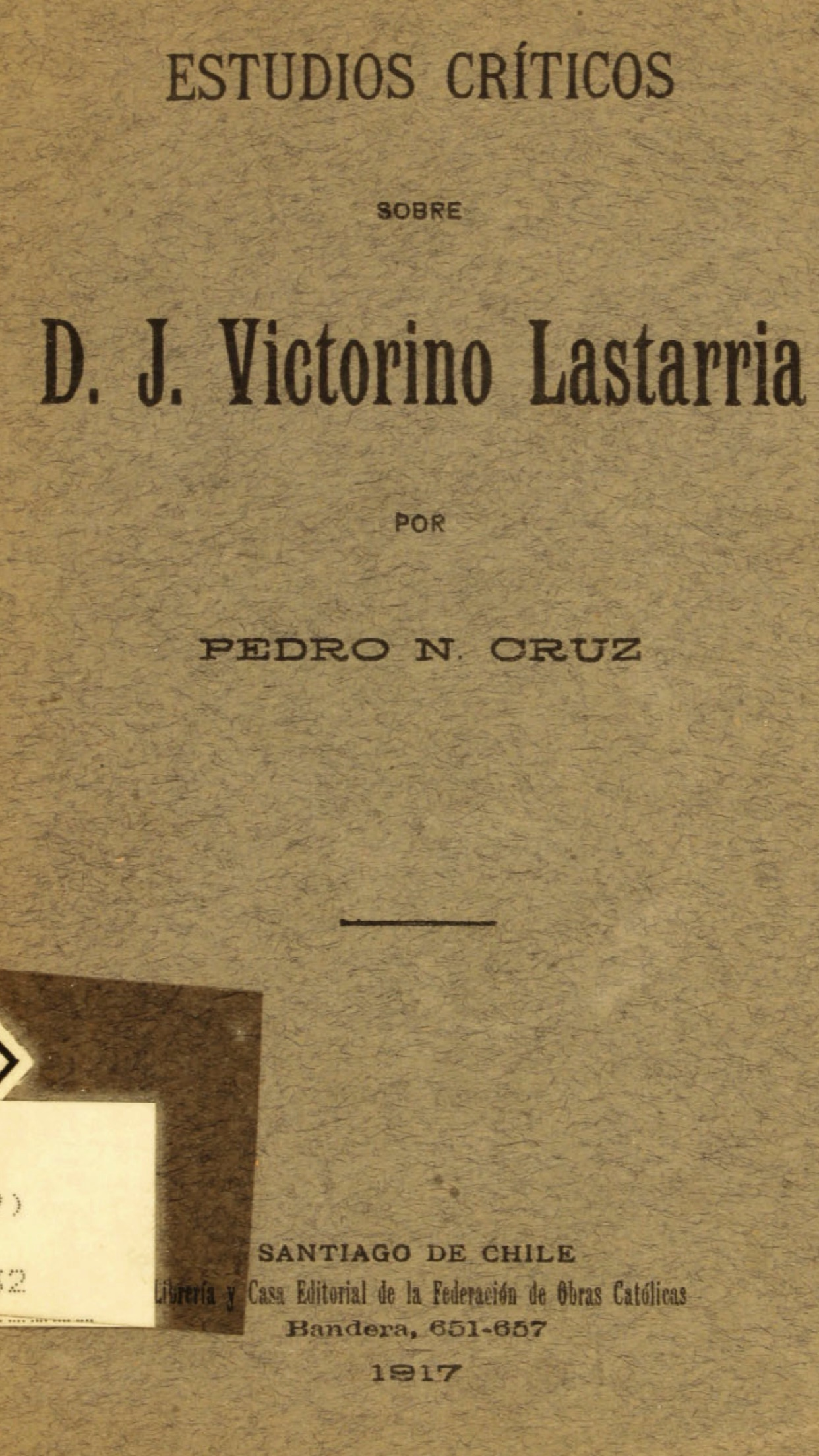
Estudios Críticos sobre José Victorino Lastarria, escrito por Pedro Nolasco Cruz Vergara en 1917.

Con el recrudecimiento de la represión por parte del gobierno conservador de ese entonces, Lastarria se integra a la Sociedad de la Igualdad, grupo revolucionario que pretendía acabar con el gobierno de Bulnes y la Constitución de 1833. El mismo año, fundó la Revista de Santiago, crítica de la conducción política del país. En 1850, es detenido por el gobierno, el cual lo envía a Lima. En 1851, participa en la Revolución de 1851 que buscaba la anulación de las elecciones que dieron por ganador a Manuel Montt, la cual fracasa por la enérgica acción del gobierno. Lastarria escapa del país de vuelta a Perú mientras era sindicado como uno de los "diez hombres más buscados de Chile". Su hermano Manuel fue detenido por el gobierno.
Una vez fuera de Chile, Lastarria se unió a otros exiliados que buscaban apoyo internacional para sacar del poder al gobierno conservador que gobernaba el país. Por consejo de Francisco Bilbao, volvió a Chile en 1853, instalándose en Valparaíso, donde apoyó las movilizaciones en contra del gobierno y se convirtió a la masonería, institución por entonces no reconocida en Chile.
En 1859, tras el alzamiento popular que obligó a Antonio Varas a deponer su candidatura, Lastarria se transforma en uno de los principales personajes de la transición hacia el gobierno liberal que se produce entre 1861 y 1871 bajo el gobierno de José Joaquín Pérez. En esta época, además de decano de la facultad de Filosofía de la Universidad de Chile, fue nombrado ministro de Hacienda, donde trató de imponer las ideas de la economía social de mercado, sin mucho éxito.
En 1860 publicó una novela fantástica en clave política, titulada Don Guillermo, que es la primera novela escrita en Chile,[cita requerida] donde denuncia la falta de libertad social bajo los gobiernos conservadores, a través de una alegoría que conecta con la mitología y leyenda mapuche. Se trata de una obra breve, pero intensa, que le valió tanto éxito como animadversión en aquellos convulsionados años en que la administración del Estado cambió del ala conservadora, a la corriente liberal.
En 1862 vuelve a Lima, esta vez como embajador, donde debe enfrentar en 1864 la agresión de España contra Perú, hecho que motivaría a Chile a declarar la guerra contra los españoles.

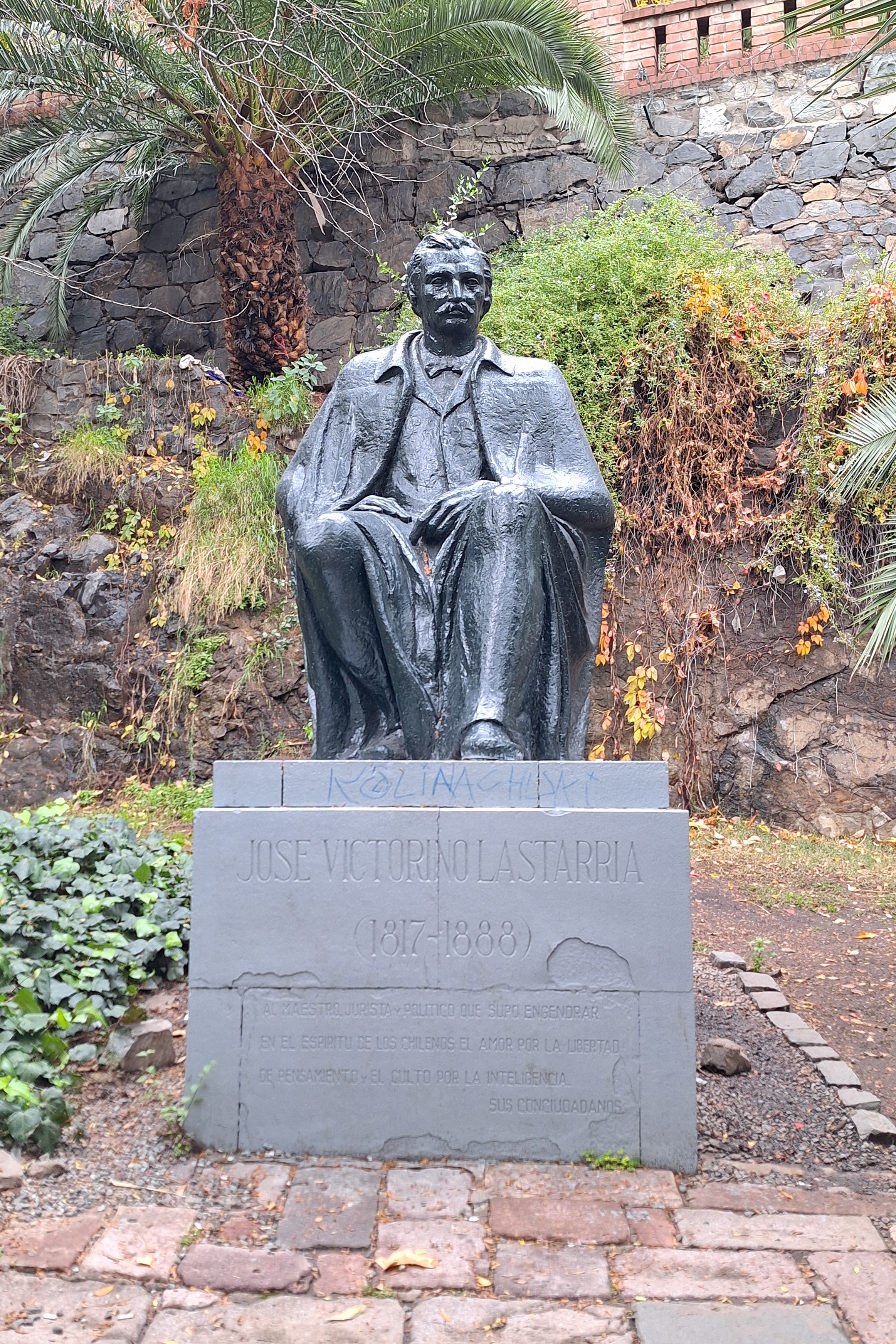
Monumento a José Victorino Lastarria en el cerro Santa Lucía.

A principios de 1865 viaja a la Argentina encabezando una misión diplomática que tenía como objetivo principal el preparar una alianza contra España, que en esos años se mostraba muy agresiva hacia sus antiguas colonias. Además Lastarria se ocupó de negociar la posesión de la Patagonia Oriental en el marco de la disputa de ésta, proponiendo un acuerdo que le dejaba a Argentina casi la totalidad del territorio en cuestión, con excepción de Tierra del Fuego y algunas otras porciones cercanas. Al volver a su país el gobierno reprobó sin demasiado énfasis sus tratativas, por lo que éstas fueron luego uno de los argumentos utilizados por las autoridades argentinas para justificar su posterior dominio de la gran mayoría de la Patagonia. El hecho es que Lastarria no creía que Chile debiese a poseer esos territorios y, dadas sus convicciones americanistas, veía con muy malos ojos caer en una guerra por ellos.
En 1876 fue designado por el presidente Aníbal Pinto como ministro del Interior. En su período se creó el Diario Oficial, que se transformó en el boletín oficial del gobierno. En 1879, con motivo de la Guerra del Pacífico, Lastarria fue enviado a Brasil con el objeto de evitar que ese país entrara a apoyar a alguno de los enemigos, tarea que culminó con éxito.
Lastarria fue también ministro de la Corte de Apelaciones (1875) y de la Suprema (1883); diputado en varias legislaturas (1855 por Caldera y Copiapó; 1858 por Valparaíso; 1867 por La Serena); miembro correspondiente de la Real Academia Española en 1870.

## Homenajes
El 1 de junio de 1913 el presidente Ramón Barros Luco y el rector de la Universidad de Chile Domingo Amunátegui Solar inauguraron en su honor el Liceo N.º 5 de hombres José Victorino Lastarria.
El 5 de enero de 1952 fue inaugurado en los faldeos del cerro Santa Lucía un monumento en homenaje a José Victorino Lastarria, consistente en una estatua —diseñada por el escultor Raúl Vargas Madariaga y fundida por Víctor Abrigo— en que aparece sentado; la escultura se encuentra sobre una base de granito. La construcción de un monumento conmemorativo se había autorizado en 1917, sin embargo recién en 1943 se constituyó una Comisión Nacional para llevar a cabo las obras y el 28 de marzo de 1946 la obra de Vargas Madariaga fue escogida como la ganadora de un concurso público.